# Grajski trg (Maribor)

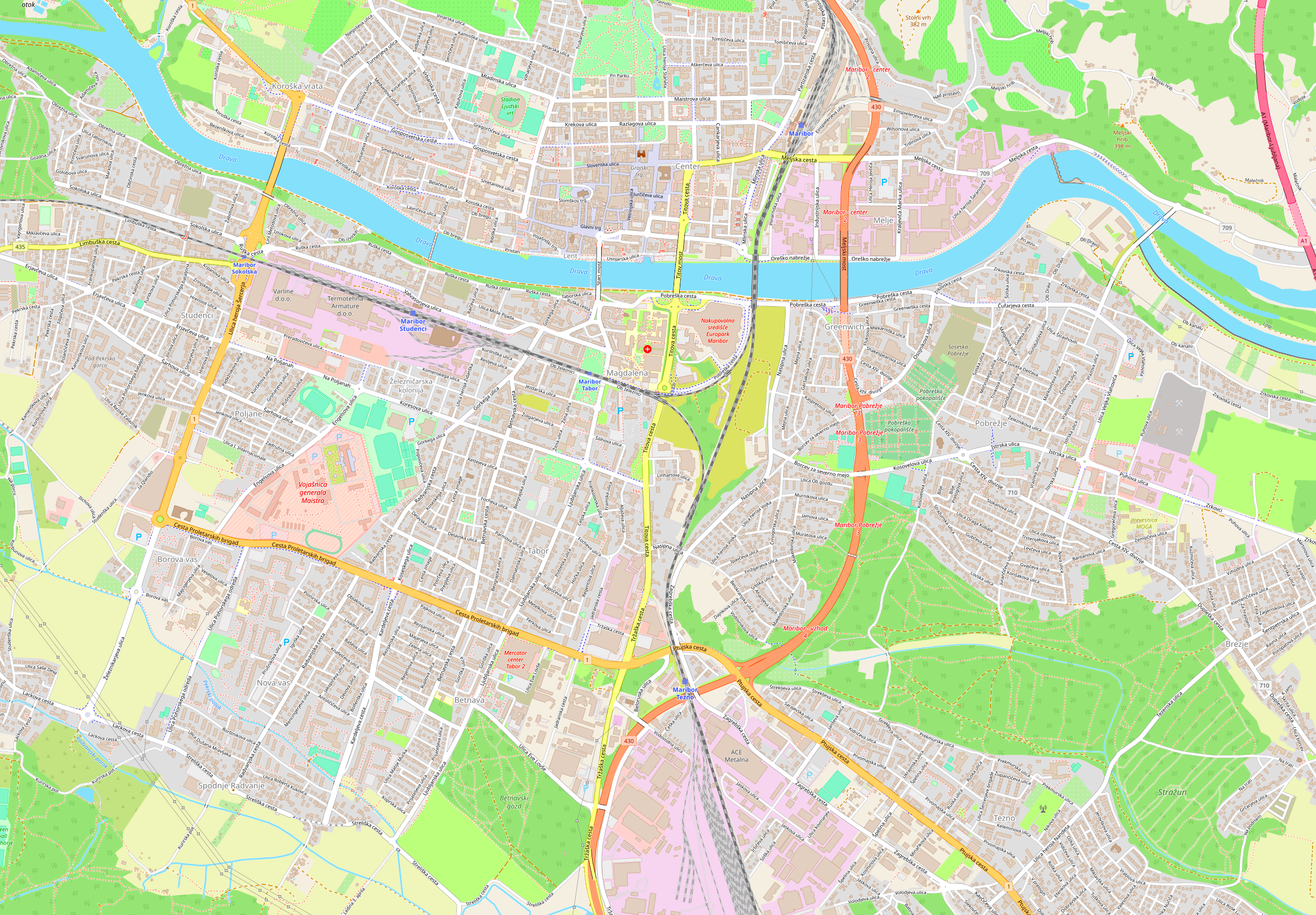

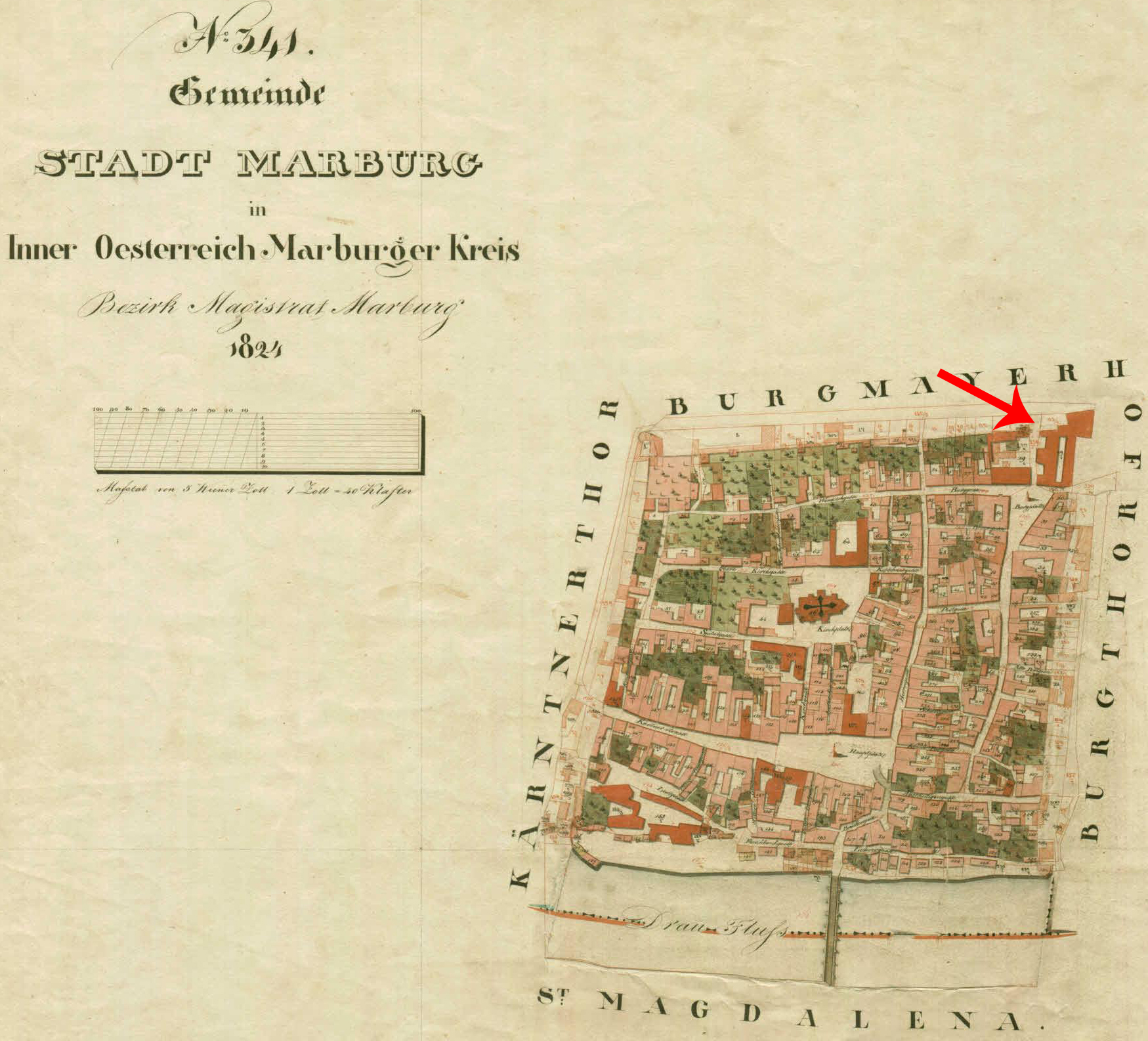
Der Burgplatz (heutiger Grajski trg) auf dem Stadtplan Maribor 1824. Gekennzeichnet: die Stadtburg

Grajski trg (Burgplatz) ist der Name eines Platzes in Maribor, Slowenien.

## Geschichte
Der älteste dokumentierte Namen des Platzes aus dem Jahr 1763 ist Burgplatz. Zu Beginn des 18. Jahrhunderts erhielt Maribor ein Denkmal zu Ehren des Heiligen Florian, Schutzpatron gegen Brände, Überschwemmungen und Naturkatastrophen. Die barocke Figur auf der hohen Säule soll die Stadt vor Bränden schützen, die in der Vergangenheit eine große Gefahr für die Stadt bedeuteten. 1846 wurden beide Namen, Burgplatz und Florianplatz, verwendet. Im Jahr 1876 sowie nach der deutschen Besetzung im Jahr 1941 erhielt der Platz offiziell den Namen Burgplatz, der 1919 und erneut im Mai 1945 in die slowenische Form Grajski trg verändert wurde.

## Lage
Der Grajski trg liegt vor dem Stadtschloss/der Burg in der Altstadt von Maribor.

## Abzweigende Straßen
Folgende Straßen führen auf den Platz: Grajska ulica von Norden, Slovenska ulica und Volkmerjev prehod von Westen, Vetrinjska ulica von Süden. Im Nordosten geht der Grajski trg in den Trg svobode über.

## Bauwerke und Einrichtungen
- Schloss Maribor
- Florianssäule